# Donokerto
Donokerto is een bestuurslaag in het regentschap Sleman van de provincie Jogjakarta, Indonesië. Donokerto telt 8331 inwoners (volkstelling 2010).